# Macrotyloma biflorum
Macrotyloma biflorum là một loài thực vật có hoa trong họ Đậu. Loài này được (Schum. & Thonn.) Hepper miêu tả khoa học đầu tiên.